# 橙色
橙色（だいだいいろ、トウショク）は暖色の一つ。果物のダイダイの実から転じる。赤と黄色の間の色。黄赤とも。よく似た色であるオレンジ色とは区別される場合もあるが、JIS慣用色名において規定されている橙色とオレンジ色は、同じマンセル値を示す。
日本語表記において色を並べて記述する場合でも、赤・緑・オレンジのように橙とせずにオレンジとされる場合も多い。
次のような色である。
|  |  |

右はJISで定められたマンセル値に基づき再現された色見本である。

また、赤橙（あかだいだい）という色があり、赤橙に相当する色名として黄色と橙色の間の色に黄橙がある。

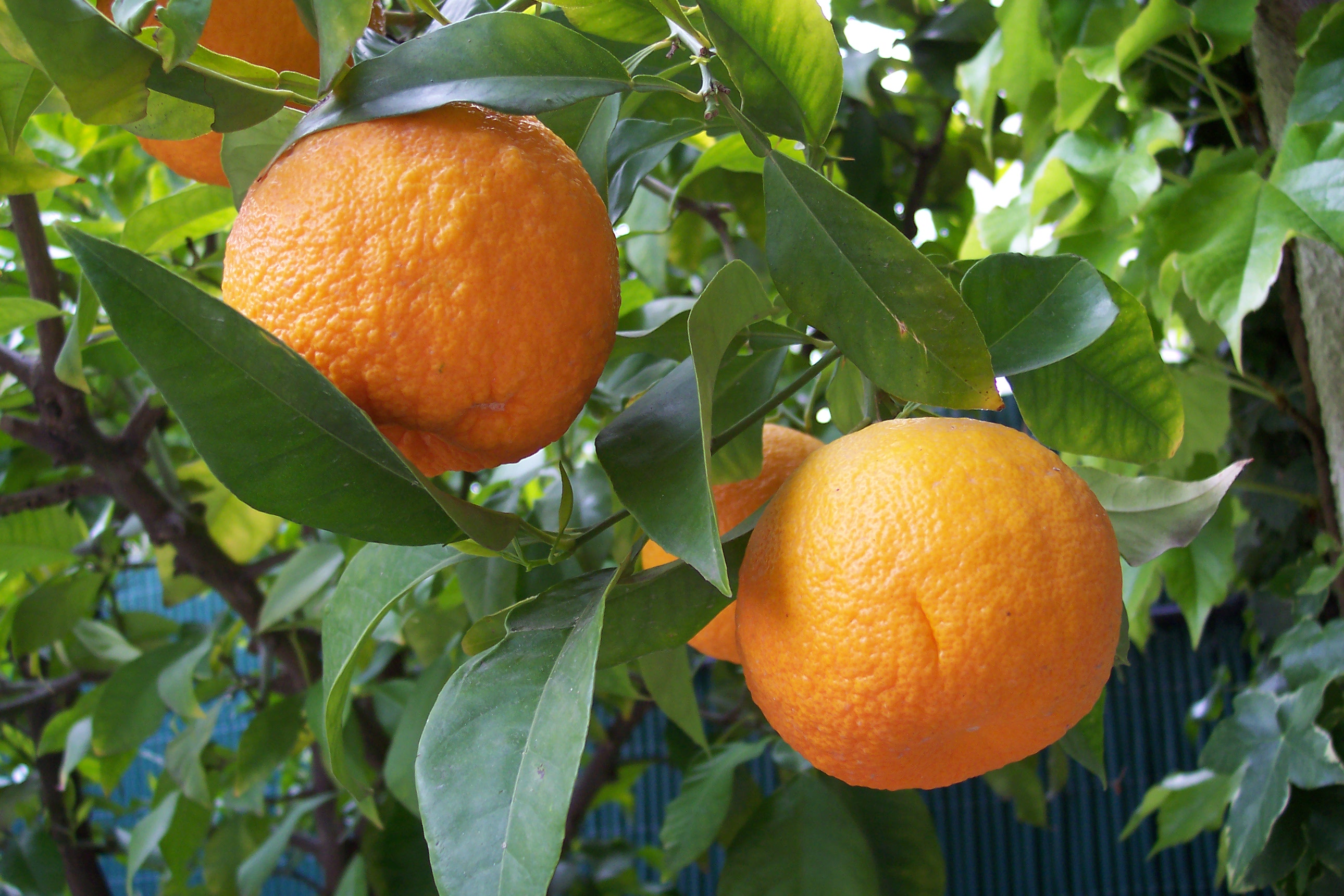
ダイダイの実

## 近似色
- 赤
- 朱色
- 茜色
- 黄
- 茶色
- オレンジ色
- 柿色
- 琥珀色
- 山吹色
- 蜜柑色